# Тунел (ТВ серија)
Тунел је српска телевизијска серија. Епизоде су писане на основу аутентичних полицијских извештаја и интервјуа с преговарачима и инспекторима, који су учествовали у преговорима на стварним случајевима који су обрађени кроз серију. Прве две епизоде су представљене 25. августа 2023. у оквиру програма фестивала Дунав филм фест. Од 11. новембра 2023. серију премијерно емитује Суперстар.

## Радња
Прича серије прати рад и приватне животе припадника групе за преговоре Министарства унутрашњих послова Србије, која кроз сваку епизоду има пред собом нови случај и починиоца коме покушавају помоћи. Главни задатак ове јединице је заустављање починилаца у извршењу злочина путем различитих преговарачких тактика.

## Улоге

### Главне
| Глумац                 | Улога                   |
| ---------------------- | ----------------------- |
| Миња Пековић           | Невена Гавран           |
| Јован Белобрковић      | Милош Петровић          |
| Драган Божа Марјановић | Танасије Жарковић Анкер |
| Тамара Шустић          | Миња Ковачевић          |
| Милош Ђорђевић         | Радован Вучевић Брка    |

### Споредне
| Глумац                | Улога                      |
| --------------------- | -------------------------- |
| Душан Јакишић         | Никола Стевић              |
| Зоран Цвијановић      | Бранислав Трипковић        |
| Мирко Влаховић        | Лазар Тешић Самурај        |
| Данило Лончаревић     | Жељко                      |
| Сара Симовић          | Тамара                     |
| Јована Беловић        | Сандра                     |
| Александар Гавранић   | Милоје                     |
| Александар Ђурица     | Димитрије Симић            |
| Теодора Ристовски     | Јована Никшић              |
| Лазар Ристовски       | Милорад Малић              |
| Феђа Штукан           | Иван Ивица                 |
| Иван Вујић            | Ненад                      |
| Јелена Ђокић          | Ненадова мајка             |
| Милош Тимотијевић     | Ненадов отац               |
| Игор Дамњановић       | Боги                       |
| Сергеј Трифуновић     | Срђан Пузовић              |
| Радован Вујовић       | Срђан Станковић Змај       |
| Даница Ристовски      | Вера Гавран                |
| Милица Башић          | Дуња Гавран                |
| Кристина Стевовић     | Маријана Петровић          |
| Милица Гојковић       | новинарка Ирина            |
| Бранислав Лечић       | шеф београдске полиције    |
| Драган Петровић       | Милутин Гавриловић         |
| Небојша Дугалић       | адвокат Анђелковић         |
| Јово Максић           | Живота                     |
| Миљан Давидовић       | Грга                       |
| Бојан Кривокапић      | инспектор Јовић            |
| Срђан Кнер            | Предраг Стевић             |
| Страхиња Блажић       | Никола Жарковић            |
| Лазар Тасић           | Никола, Лазаров син        |
| Алекса Максимовић     | Матија, Лазарев син        |
| Магдалена Ивановић    | Анђела, Лазарева ћерка     |
| Анита Стојадиновић    | Бранкица, Гргина жена      |
| Андрија Даничић       | Иван                       |
| Марко Мак Пантелић    | Мими                       |
| Бојан Жировић         | Небојша                    |
| Милан Колак           | Пацко                      |
| Иван Исаиловић        | пуковник Радовић           |
| Даниел Ковачевић      | Душан                      |
| Андрија Никчевић      | Бркин син                  |
| Милица Милша          | Слађана, социјална радница |
| Јован Јелисавчић      | командир жандармерије      |
| Милош Влалукин        | полицајац Марко Црногорац  |
| Млађан Црквењаш       | шеф ПС Вождовац            |
| Живан Пујић           | полицајац                  |
| Бојана Грабовац       | Богдановићка               |
| Лена Богдановић       | генерални менаџер          |
| Вања Јовановић        | менаџер                    |
| Дамјан Кецојевић      | социјални радник           |
| Саша Торлаковић       | Малићев психијатар         |
| Анђелка Ристић        | бака у бусу                |
| Саша Пилиповић        | старији полицајац          |
| Мирослав Јовић        | шеф ПС Пожаревац           |
| Романа Царан          | полицајац талац            |
| Дејан Тошић           | Бошковић                   |
| Љубица Недић          | Самурајева мајка           |
| Небојша Вранић        | комшија Тодоровић          |
| Матеја Бокан          | Тик ток тинејџер           |
| Борис Глувајић        | Тик ток тинејџер           |
| Дејан Максимовић      | млади полицајац            |
| Драган Стокић         | Каурин                     |
| Горан Поповић         | сведок                     |
| Ненад Савић           | радник на бензинској пумпи |
| Никола Петровић       | млади полицајац            |
| Лука Шевић            | полицајац самоубица        |
| Божидар Антонијевић   | Денис                      |
| Дејан Берђан          | шеф ПС Ниш                 |
| Драгана Обрадовић     | кардиолог                  |
| Стефан Старчевић      | ватрогасац                 |
| Никола Керкез         | власник Веге бара          |
| Ненад Гвозденовић     | менаџер градње             |
| Александра Аризановић | социјална радница          |
| Ивана Велиновић       | студент                    |
| Михајло Јовановић     | студент                    |
| Александра Шаљић      | Дуњин психолог             |
| Александар Кањевац    | доктор у шок соби          |
| Слободан Алексић      | форензичар                 |
| Лако Николић          | форензичар                 |
| Габријел Бећаревић    | новинар Немања             |
| Горан Шацка           | радник                     |
| Радмила Живковић      | Малићева мајка             |
| Јован Ристовски       | Крџа                       |
| Иван Зекић            | Пера                       |
| Андреј Шепетковски    | директор фабрике           |
| Алекса Стојадиновић   | Крезави                    |
| Никола Ђаковац        | Високи                     |
| Матеја Костић         | Јованин син Филип          |
| Милош Лаловић         | нервозан полицајац         |
| Јован Ристовски       | мирнији полицајац          |
| Иван Зарић            | Владимир, Дуњин отац       |
| Саша Али              | Кинез дилер                |
| Чарни Ђерић           | Џане дилер                 |
| Милош Лазић           | инспектор Горан            |
| Горан Ивановић        | инспектор Жељко            |
| Ратко Игњатов         | радник                     |
| Дејан Петошевић       | радник                     |
| Урош Урошевић         | радник                     |
| Дејан Цицмиловић      | социјални радник           |
| Лора Ђуровић          | психолог                   |
| Ненад Петровић        | официр ВБА                 |
| Ервин Хаџимуртезић    | Робија                     |
| Небојша Ђорђевић      | инспектор Љубиша           |
| Александар Колебанац  | полицајац                  |
| Мирко Јокић           | радник на трафици          |
| Мирко Марковић        | гинеколог                  |
| Невена Станисављевић  | домина                     |

## Епизоде
| Сезона | Сезона | Епизоде | Епизоде | Оригинално емитовање | Оригинално емитовање |
| Сезона | Сезона | Епизоде | Епизоде | Премијера            | Финале               |
| ------ | ------ | ------- | ------- | -------------------- | -------------------- |
|        | 1.     | 12      | 12      | 11. новембар 2023.   | 17. децембар 2023.   |
|        | 2.     | 12      | 12      | 2026.                | 2026.                |